# Communauté d'agglomération du Puy-en-Velay
La communauté d'agglomération du Puy-en-Velay est une communauté d'agglomération française, située dans le département de la Haute-Loire en région Auvergne-Rhône-Alpes. Son nom usuel est « l'Agglo ».

## Historique
La communauté d'agglomération du Puy-en-Velay a succédé à l'ancien district urbain du Puy-en-Velay qui comprenait la ville-préfecture et ses cinq communes limitrophes. Au moment de sa création, en 2000, elle a toutefois absorbé deux communautés de communes situées à proximité, celle de Loudes et celle de Saint-Germain-Laprade.
Le schéma départemental de coopération intercommunale, approuvé le 4 mars 2016 par la commission départementale de coopération intercommunale de la Haute-Loire, prévoit la fusion, le 1er janvier 2017, de la communauté d'agglomération du Puy-en-Velay avec les communautés de communes du Plateau de La Chaise-Dieu (moins Berbezit), du Pays de Craponne, des Portes d'Auvergne (moins Varennes-Saint-Honorat), de l'Emblavez et les communes du Pertuis et de Saint-Hostien (membres de la communauté de communes du Meygal).
Le 1er janvier 2017, le périmètre de la communauté d'agglomération est élargi conformément au schéma départemental de coopération intercommunale.
Le 1er janvier 2018, deux communes rejoignent la communauté d'agglomération, Saint-Préjet-d'Allier et Monistrol-d'Allier, en provenance de la communauté de communes des Rives du Haut Allier.

## Territoire communautaire

### Géographie
Elle occupe la majeure partie du centre du département de la Haute-Loire.

### Composition
La communauté d'agglomération est composée des 72 communes suivantes :

| Nom                             | Code Insee | Gentilé               | Superficie (km2) | Population (dernière pop. légale) | Densité (hab./km2) |
| ------------------------------- | ---------- | --------------------- | ---------------- | --------------------------------- | ------------------ |
| Le Puy-en-Velay (siège)         | 43157      | Ponots                | 16,79            | 18 989 (2022)                     | 1 131              |
| Aiguilhe                        | 43002      | Aiguilhais            | 1,1              | 1 483 (2022)                      | 1 348              |
| Allègre                         | 43003      | Allegrats             | 23,57            | 892 (2022)                        | 38                 |
| Arsac-en-Velay                  | 43010      | Arsacois              | 12,15            | 1 216 (2022)                      | 100                |
| Bains                           | 43018      | Bainsois              | 37,56            | 1 387 (2022)                      | 37                 |
| Beaulieu                        | 43021      | Beyots                | 22,27            | 1 071 (2022)                      | 48                 |
| Beaune-sur-Arzon                | 43023      |                       | 14,38            | 217 (2022)                        | 15                 |
| Bellevue-la-Montagne            | 43026      | Bellimontains         | 32,74            | 448 (2022)                        | 14                 |
| Blanzac                         | 43030      | Blanzaniers           | 8,62             | 450 (2022)                        | 52                 |
| Blavozy                         | 43032      | Blavoziens            | 6,38             | 1 722 (2022)                      | 270                |
| Bonneval                        | 43035      | Bonnevalois           | 14,66            | 91 (2022)                         | 6,2                |
| Borne                           | 43036      | Bornais               | 5,48             | 405 (2022)                        | 74                 |
| Le Brignon                      | 43039      | Brignonais            | 34,9             | 615 (2022)                        | 18                 |
| Brives-Charensac                | 43041      | Brivois               | 4,87             | 4 242 (2022)                      | 871                |
| Céaux-d'Allègre                 | 43043      | Cellens               | 32,41            | 484 (2022)                        | 15                 |
| Ceyssac                         | 43045      | Ceyssacois            | 10,86            | 439 (2022)                        | 40                 |
| Chadrac                         | 43046      | Chadracois            | 2,48             | 2 502 (2022)                      | 1 009              |
| La Chaise-Dieu                  | 43048      | Casadéens             | 13,58            | 595 (2022)                        | 44                 |
| Chamalières-sur-Loire           | 43049      | Chamaliérois          | 13,4             | 517 (2022)                        | 39                 |
| La Chapelle-Bertin              | 43057      |                       | 11,29            | 50 (2022)                         | 4,4                |
| La Chapelle-Geneste             | 43059      | Chapellons            | 18,06            | 111 (2022)                        | 6,1                |
| Chaspinhac                      | 43061      | Chaspinhacois         | 16,44            | 881 (2022)                        | 54                 |
| Chaspuzac                       | 43062      | Chaspuzacois          | 9,77             | 849 (2022)                        | 87                 |
| Chomelix                        | 43071      | Chalméliens           | 26,47            | 449 (2022)                        | 17                 |
| Cistrières                      | 43073      |                       | 21,89            | 128 (2022)                        | 5,8                |
| Connangles                      | 43076      | Connanglois           | 21,89            | 132 (2022)                        | 6                  |
| Coubon                          | 43078      | Coubonais             | 22,73            | 3 137 (2022)                      | 138                |
| Craponne-sur-Arzon              | 43080      | Craponnais            | 33,37            | 2 004 (2022)                      | 60                 |
| Cussac-sur-Loire                | 43084      | Cussacois             | 10,27            | 1 658 (2022)                      | 161                |
| Espaly-Saint-Marcel             | 43089      | Espaviots             | 6,29             | 3 574 (2022)                      | 568                |
| Félines                         | 43093      | Félinois              | 20,5             | 302 (2022)                        | 15                 |
| Fix-Saint-Geneys                | 43095      | Fixois                | 7,91             | 141 (2022)                        | 18                 |
| Jullianges                      | 43108      | Julliangeois          | 18,44            | 434 (2022)                        | 24                 |
| Laval-sur-Doulon                | 43116      | Lavallois             | 12,28            | 61 (2022)                         | 5                  |
| Lavoûte-sur-Loire               | 43119      | Lavoutois             | 10,16            | 813 (2022)                        | 80                 |
| Lissac                          | 43122      | Lissacois             | 12,03            | 293 (2022)                        | 24                 |
| Loudes                          | 43124      | Loudois               | 24,33            | 947 (2022)                        | 39                 |
| Malrevers                       | 43126      | Malreversois          | 14,09            | 756 (2022)                        | 54                 |
| Malvières                       | 43128      | Malvièrois            | 13,72            | 142 (2022)                        | 10                 |
| Mézères                         | 43134      | Mézèrois              | 8,58             | 167 (2022)                        | 19                 |
| Monistrol-d'Allier              | 43136      |                       | 27,32            | 219 (2022)                        | 8                  |
| Monlet                          | 43138      | Monletois             | 35,7             | 406 (2022)                        | 11                 |
| Le Monteil                      | 43140      |                       | 2,22             | 677 (2022)                        | 305                |
| Le Pertuis                      | 43150      | Pertuisiens           | 11,89            | 542 (2022)                        | 46                 |
| Polignac                        | 43152      | Polignacois           | 33,01            | 2 827 (2022)                      | 86                 |
| Roche-en-Régnier                | 43164      |                       | 26,92            | 477 (2022)                        | 18                 |
| Rosières                        | 43165      | Rosiérois             | 26,82            | 1 536 (2022)                      | 57                 |
| Saint-Christophe-sur-Dolaizon   | 43174      | Saint-Christophoriens | 27,34            | 937 (2022)                        | 34                 |
| Saint-Étienne-Lardeyrol         | 43181      |                       | 11,8             | 750 (2022)                        | 64                 |
| Saint-Geneys-près-Saint-Paulien | 43187      | Geneysiens            | 16,49            | 319 (2022)                        | 19                 |
| Saint-Georges-Lagricol          | 43189      | Saint-Georgeois       | 19,17            | 523 (2022)                        | 27                 |
| Saint-Germain-Laprade           | 43190      | Saint-Germinois       | 28,09            | 3 459 (2022)                      | 123                |
| Saint-Hostien                   | 43194      |                       | 13,49            | 694 (2022)                        | 51                 |
| Saint-Jean-d'Aubrigoux          | 43196      |                       | 17,8             | 183 (2022)                        | 10                 |
| Saint-Jean-de-Nay               | 43197      |                       | 28,26            | 338 (2022)                        | 12                 |
| Saint-Julien-d'Ance             | 43201      | Ancelois              | 17,82            | 248 (2022)                        | 14                 |
| Saint-Paulien                   | 43216      | Ruessiens             | 40,63            | 2 419 (2022)                      | 60                 |
| Saint-Pierre-du-Champ           | 43217      | Campopedrociliens     | 31,09            | 555 (2022)                        | 18                 |
| Saint-Préjet-d'Allier           | 43220      | Saint-Priestois       | 24,46            | 167 (2022)                        | 6,8                |
| Saint-Privat-d'Allier           | 43221      | Privatois             | 37,67            | 397 (2022)                        | 11                 |
| Saint-Victor-sur-Arlanc         | 43228      |                       | 11,88            | 91 (2022)                         | 7,7                |
| Saint-Vidal                     | 43229      | Valladiers            | 7,71             | 609 (2022)                        | 79                 |
| Saint-Vincent                   | 43230      |                       | 20,4             | 1 070 (2022)                      | 52                 |
| Sanssac-l'Église                | 43233      | Sanssacois            | 15,28            | 1 078 (2022)                      | 71                 |
| Sembadel                        | 43237      | Sembadelois           | 18,59            | 240 (2022)                        | 13                 |
| Solignac-sur-Loire              | 43241      | Solignacois           | 24               | 1 286 (2022)                      | 54                 |
| Vals-près-le-Puy                | 43251      | Valladiers            | 5,12             | 3 392 (2022)                      | 662                |
| Vazeilles-Limandre              | 43254      |                       | 11,72            | 265 (2022)                        | 23                 |
| Vergezac                        | 43257      | Vergezacois           | 20,31            | 470 (2022)                        | 23                 |
| Vernassal                       | 43259      |                       | 19,23            | 363 (2022)                        | 19                 |
| Le Vernet                       | 43260      |                       | 3,82             | 22 (2022)                         | 5,8                |
| Vorey                           | 43267      | Voreysiens            | 39,23            | 1 466 (2022)                      | 37                 |

### Démographie
| 1968   | 1975   | 1982   | 1990   | 1999   | 2010   | 2015   | 2021   |
| ------ | ------ | ------ | ------ | ------ | ------ | ------ | ------ |
| 75 507 | 77 958 | 79 428 | 79 451 | 79 071 | 81 154 | 82 303 | 82 300 |

## Administration

### Le siège
Le siège de la communauté de communes est situé place de la Libération au Puy-en-Velay.

### Les élus
Le conseil communautaire de la communauté d'agglomération du Puy-en-Velay se compose de 96 conseillers représentant chacune des communes membres et élus pour une durée de six ans.
Ils sont répartis comme suit :
| Nombre de conseillers | Communes                                                                        |
| --------------------- | ------------------------------------------------------------------------------- |
| 15                    | Le Puy-en-Velay                                                                 |
| 3                     | Brives-Charensac, Saint-Germain-Laprade                                         |
| 2                     | Chadrac, Coubon, Espaly-Saint-Marcel, Polignac, Saint-Paulien, Vals-près-le-Puy |
| 1 ( + 1 suppléant)    | les 63 autres communes                                                          |

### Présidence
| Période | Période                       | Identité         | Étiquette         | Qualité |
| ------- | ----------------------------- | ---------------- | ----------------- | --- |
| 2000    | 2001                          | Jean-Pierre Alix | DVD               | Adjoint au maire du Puy-en-Velay (1983-2001) Conseiller général du canton du Puy-en-Velay-Sud-Ouest (1994-2001) Président du district urbain du Puy-en-Velay (1995-2000) |
| 2001    | 2008                          | Marcel Schott    | PS                | Adjoint au maire du Puy-en-Velay (2001) Avocat au barreau du Puy |
| 2008    | 2009                          | Jacques Volle    | DVD               | Maire d'Espaly-Saint-Marcel (2001-2020) Conseiller général du canton du Puy-en-Velay-Ouest (2004-2009) |
| 2009    | 2024 (décès)                  | Michel Joubert   | NC-Les Centristes | Vice-président du conseil général (canton de Loudes, 1979-2015) Conseiller départemental (canton de Saint-Paulien) depuis 2015 Maire de Chaspuzac Réélu président en 2017 à la suite de l'élargissement du périmètre. Mandat écourté à la suite de son décès le 2 septembre 2024 |
| 2024    | En cours (au 24 octobre 2024) | Michel Chapuis   | UDI               | Maire du Puy-en-Velay Vice-président de la communauté d’agglomération du Puy-en-Velay Président par suppléance de la communauté d'agglomération du Puy-en-Velay à la suite du décès du président Michel Joubert                                                                  |

### Compétences

#### Compétences obligatoires
La communauté de communes exerce, dès son extension, l'ensemble des compétences obligatoires prévues par la loi.

#### Compétences optionnelles et facultatives
Elle exerce l'ensemble des compétences optionnelles et facultatives qu'exerçaient les communautés de communes fondatrices. La liste de ces compétences figure dans l'annexe 1 de l'arrêté du 26 décembre 2016. Elles devront être harmonisées dans le délai d'un an pour les compétences optionnelles et de deux ans pour les compétences facultatives.

### Régime fiscal et budget
Le régime fiscal de la communauté d'agglomération est la fiscalité professionnelle unique (FPU).